# Eolshälls reningsverk

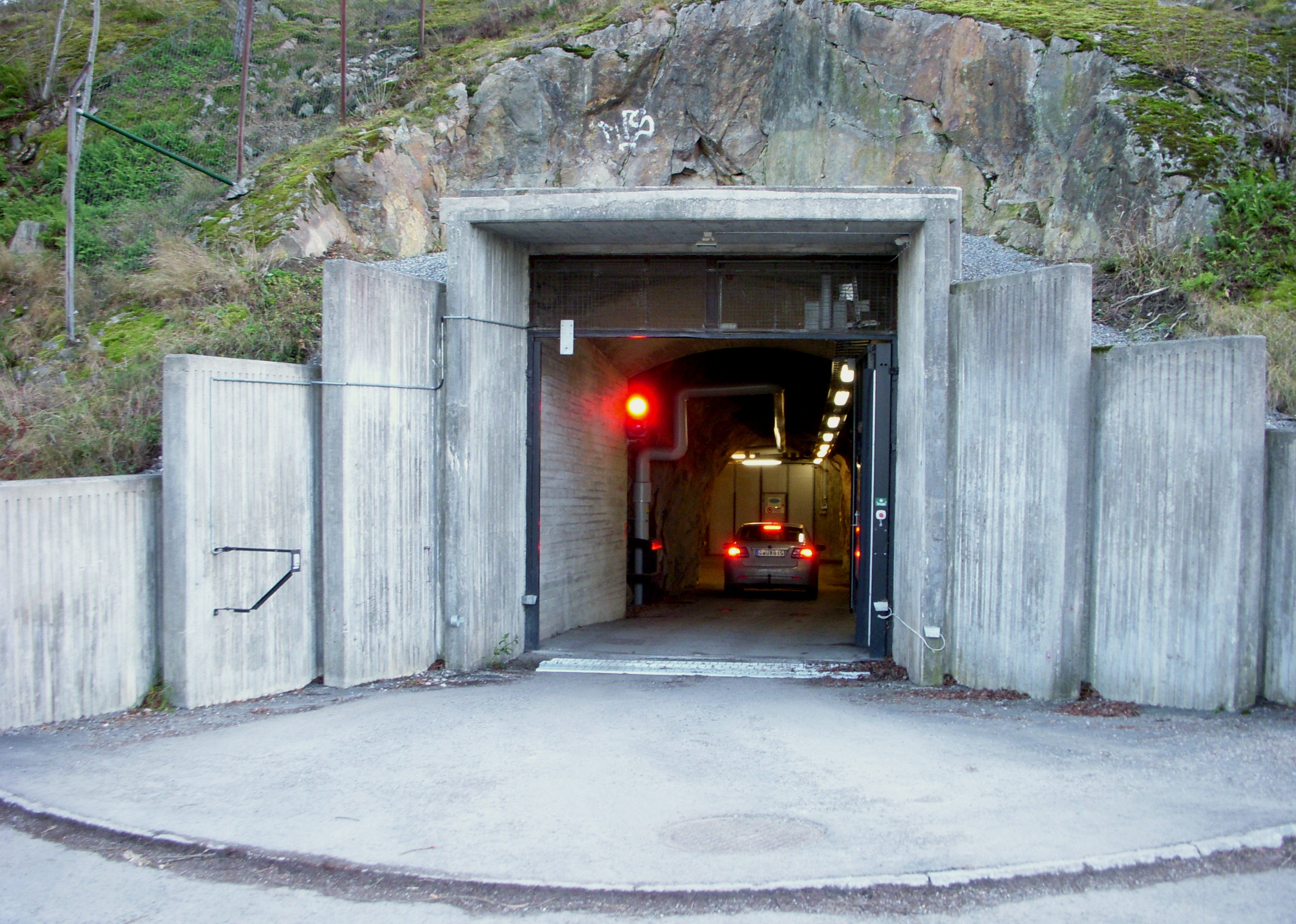
Infart till Eolshällsverkets bergrum.

Eolshälls reningsverk var ett avloppsreningsverk vid Klubbfjärden, Mälaren i Hägersten, södra Stockholm. 

## Historik

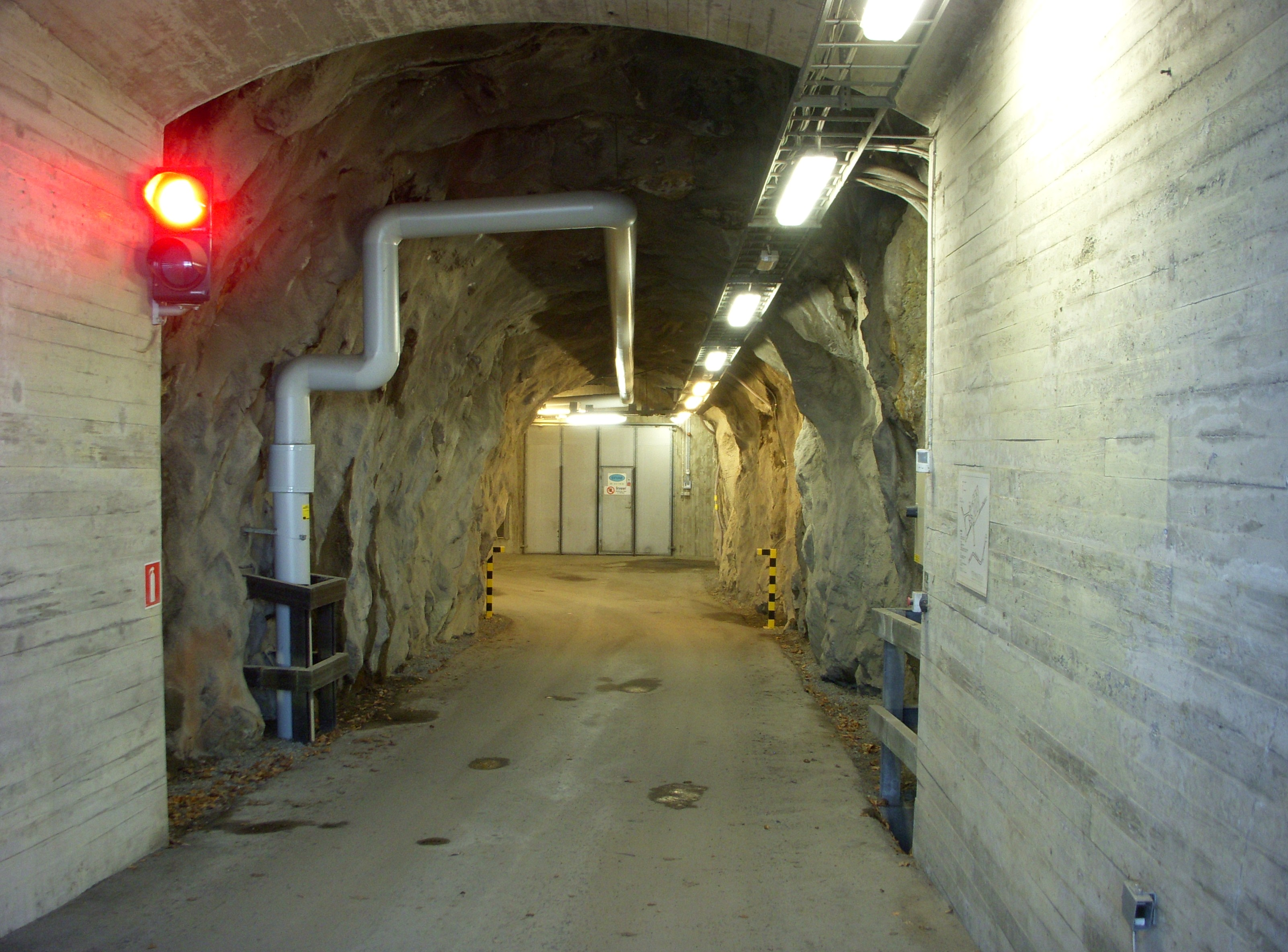
Tunneln ner till f.d. Eolshälls reningsverk, idag garage för bostadsområdet ovanför.

Eolshälls reningsverk togs i drift 1961 och lades ner 1984. Idag är verket en pumpstation. Det anlades insprängt i Klubbacken vid Klubbensborg. Hösten 1956 började man spränga i berget. Bergmassorna var tänkta att tippas utanför den närbelägna båtklubben för att skapa en 190 meter lång vågbrytande stenpir men istället användes massor från de pågående tunnelsprängningarna för den sydvästra grenen av tunnelbanan, i huvudsak tunneln mellan Axelsberg och Mälarhöjden. År 1961 igångsattes driften för låggradig rening. Den höggradiga reningen togs i drift 24 maj 1962 och därmed var verket helt färdigt. Vattenreningen skedde inledningsvis på biologiskt sätt.
Mellan 1967 och 1970 infördes även kemisk rening på försök. Försöket bestod i att tillsätta aluminiumsulfat efter slamavskiljningen och den biologiska reningsprocessen och syftet var att reducera fosfat- och kvicksilverhalterna i vattnet. Under 1970 godkändes och permanentades den kemiska processen. I berget fanns reningsbassängerna och ovan mark låg centralbyggnaden och den 50 meter höga ventilationsskorstenen som blev ett välbekant riktmärke för sjöfararna på Mälaren och Klubbfjärden. Anläggningen dimensionerades för en folkmängd av 100 000 personer och möjlighet att kunna öka reningskapaciteten med 50 %. Eolshälls reningsverk tog bland annat hand om Skärholmens avloppsvatten, som med självfall rann till verket.

## Avveckling
När en överenskommelse mellan Stockholms kommun och Sydvästra Stockholmsregionens VA-verksaktiebolag (SYVAB) träffades 1982 att verkets tillrinningsområde istället skulle föras till Himmerfjärdsverket stängdes Eolshälls reningsverk 1984. Sedan dess förs avloppsvattnet via en pumpstation från Eolshällsverket till Himmerfjärdsverket. Åren 2006 till 2010 revs de gamla byggnaderna och installationerna och på Klubbacken byggdes flera bostadshus. Den höga skorstenen finns alltjämt kvar och bergrummet används som bilgarage.